# La Bazoque (Orne)
Pour les articles homonymes, voir La Bazoque.
La Bazoque est une commune française, située dans le département de l'Orne en région Normandie, peuplée de 272 habitants.

## Géographie
La commune est en Bocage flérien, partie du Bocage normand. Son bourg est à 6,5 km au nord-ouest de Flers, à 9 km au sud-ouest de Condé-sur-Noireau, à 12 km au sud-est de Vassy et à 14 km au nord-est de Tinchebray.
La Bazoque est dans le bassin de l'Orne, par trois affluents du Doinus, affluent du Noireau. Le plus septentrional prend sa source dans le petit bourg et, comme les deux autres, quitte le territoire par l'ouest.
Le point culminant (202 m) se situe en limite sud-est, près du lieu-dit la Fouillée. Le point le plus bas (134 m) correspond à la sortie du territoire d'un ruisseau affluent du Doinus, au nord-ouest, au lieu-dit le Clos du Moulin. La commune est bocagère.
| Cerisy-Belle-Étoile | Cerisy-Belle-Étoile | Caligny |
| Cerisy-Belle-Étoile | La Bazoque          | Caligny |
| Cerisy-Belle-Étoile | Caligny             | Caligny |

### Hydrographie
La commune est située dans le bassin Seine-Normandie. Elle est drainée par le cours d'eau 04 des Loges, le fossé 01 du Harivel et le fossé 05 des Loges,,.

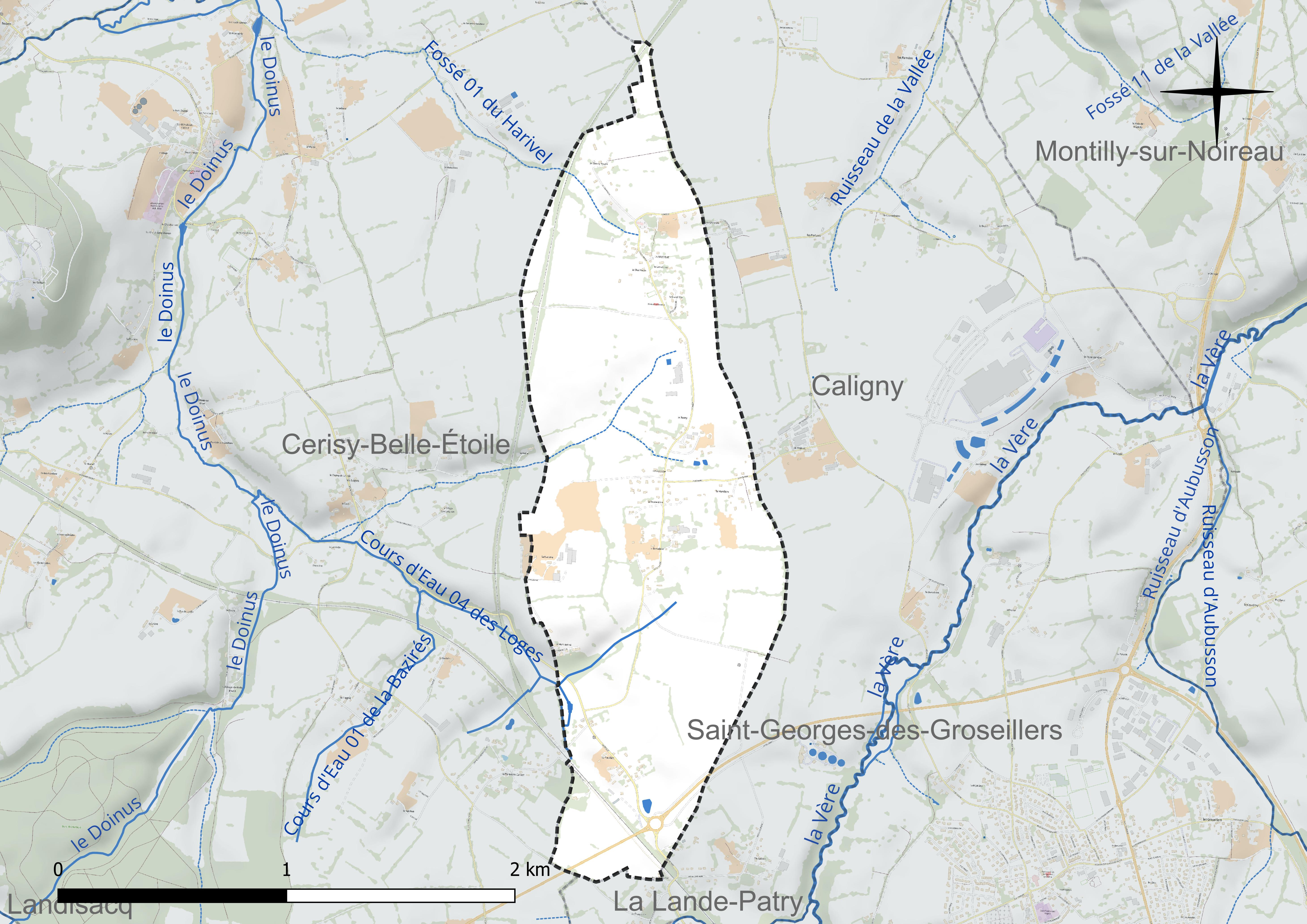
Réseau hydrographique de la Bazoque.

### Climat
Pour des articles plus généraux, voir Climat de la Normandie et Climat de l'Orne.
En 2010, le climat de la commune est de type climat océanique franc, selon une étude du CNRS s'appuyant sur une série de données couvrant la période 1971-2000. En 2020, Météo-France publie une typologie des climats de la France métropolitaine dans laquelle la commune est exposée à un climat océanique et est dans la région climatique Normandie (Cotentin, Orne), caractérisée par une pluviométrie relativement élevée (850 mm/a) et un été frais (15,5 °C) et venté. Parallèlement le GIEC normand, un groupe régional d’experts sur le climat, différencie quant à lui, dans une étude de 2020, trois grands types de climats pour la région Normandie, nuancés à une échelle plus fine par les facteurs géographiques locaux. La commune est, selon ce zonage, exposée à un « climat contrasté des collines », correspondant au Bocage normand, bien arrosé, voire très arrosé sur les reliefs les plus exposés au flux d’ouest, et frais en raison de l’altitude.
Pour la période 1971-2000, la température annuelle moyenne est de 10,4 °C, avec une amplitude thermique annuelle de 12,8 °C. Le cumul annuel moyen de précipitations est de 864 mm, avec 13,5 jours de précipitations en janvier et 8 jours en juillet. Pour la période 1991-2020, la température moyenne annuelle observée sur la station météorologique la plus proche, située sur la commune d'Athis-Val de Rouvre à 7 km à vol d'oiseau, est de 10,6 °C et le cumul annuel moyen de précipitations est de 944,7 mm,. Pour l'avenir, les paramètres climatiques de la commune estimés pour 2050 selon différents scénarios d’émission de gaz à effet de serre sont consultables sur un site dédié publié par Météo-France en novembre 2022.

## Urbanisme

### Typologie
Au 1er janvier 2024, La Bazoque est catégorisée commune rurale à habitat dispersé, selon la nouvelle grille communale de densité à sept niveaux définie par l'Insee en 2022.
Elle est située hors unité urbaine. Par ailleurs la commune fait partie de l'aire d'attraction de Flers, dont elle est une commune de la couronne,. Cette aire, qui regroupe 38 communes, est catégorisée dans les aires de 50 000 à moins de 200 000 habitants,.

### Occupation des sols
L'occupation des sols de la commune, telle qu'elle ressort de la base de données européenne d’occupation biophysique des sols Corine Land Cover (CLC), est marquée par l'importance des territoires agricoles (96,9 % en 2018), en diminution par rapport à 1990 (100 %). La répartition détaillée en 2018 est la suivante : 
prairies (58,2 %), terres arables (37,3 %), mines, décharges et chantiers (3,1 %), zones agricoles hétérogènes (1,4 %). L'évolution de l’occupation des sols de la commune et de ses infrastructures peut être observée sur les différentes représentations cartographiques du territoire : la carte de Cassini (XVIIIe siècle), la carte d'état-major (1820-1866) et les cartes ou photos aériennes de l'IGN pour la période actuelle (1950 à aujourd'hui).

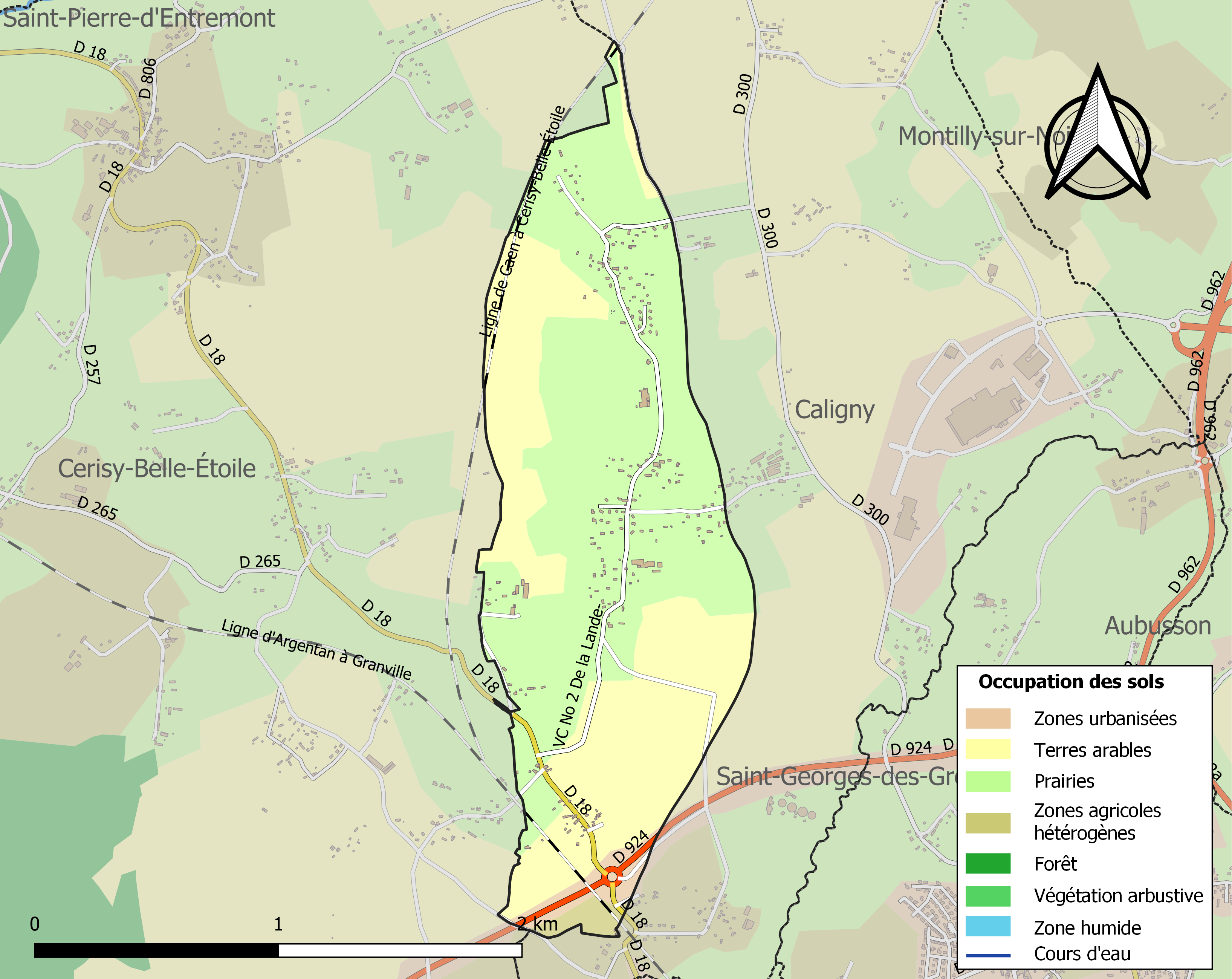
Carte des infrastructures et de l'occupation des sols de la commune en 2018 (CLC).

## Toponymie
Le nom de la localité est attesté sous les formes Basogia en 1229, Bazoqua vers 1250 et de Basoqua en 1350.
Le toponyme est issu de l'ancien français baselche ou basoche, « église », issu lui -même du latin basilica qui avait un sens plus large et a évolué en français vers basilique. Il s'agit d'une forme typique du nord de la ligne Joret, bien que la commune, quoique proche, soit supposée être au sud de l'isoglosse.
Le gentilé est Bazoquais ou Bazoquois.

## Politique et administration
| Période                                  | Période  | Identité      | Étiquette | Qualité               |
| ---------------------------------------- | -------- | ------------- | --------- | --------------------- |
| 1995                                     | En cours | Martial Loret | SE        | Adjoint administratif |
| Les données manquantes sont à compléter. |          |               |           |                       |

Le conseil municipal est composé de onze membres dont le maire et deux adjoints.

## Démographie
L'évolution du nombre d'habitants est connue à travers les recensements de la population effectués dans la commune depuis 1793. Pour les communes de moins de 10 000 habitants, une enquête de recensement portant sur toute la population est réalisée tous les cinq ans, les populations de référence des années intermédiaires étant quant à elles estimées par interpolation ou extrapolation. Pour la commune, le premier recensement exhaustif entrant dans le cadre du nouveau dispositif a été réalisé en 2006.
En 2022, la commune comptait 272 habitants, en évolution de +3,42 % par rapport à 2016 (Orne : −3,21 %, France hors Mayotte : +2,11 %).La Bazoque a compté jusqu'à 352 habitants en 1861.
| 1793 | 1800 | 1806 | 1821 | 1831 | 1836 | 1841 | 1846 | 1851 |
| ---- | ---- | ---- | ---- | ---- | ---- | ---- | ---- | ---- |
| 260  | 273  | 262  | 295  | 292  | 291  | 324  | 317  | 317  |

| 1856 | 1861 | 1866 | 1872 | 1876 | 1881 | 1886 | 1891 | 1896 |
| ---- | ---- | ---- | ---- | ---- | ---- | ---- | ---- | ---- |
| 328  | 352  | 342  | 312  | 294  | 287  | 271  | 246  | 236  |

| 1901 | 1906 | 1911 | 1921 | 1926 | 1931 | 1936 | 1946 | 1954 |
| ---- | ---- | ---- | ---- | ---- | ---- | ---- | ---- | ---- |
| 223  | 183  | 177  | 123  | 147  | 124  | 111  | 123  | 153  |

| 1962 | 1968 | 1975 | 1982 | 1990 | 1999 | 2006 | 2011 | 2016 |
| ---- | ---- | ---- | ---- | ---- | ---- | ---- | ---- | ---- |
| 130  | 145  | 152  | 174  | 199  | 192  | 238  | 250  | 263  |

| 2021 | 2022 | - | - | - | - | - | - | - |
| ---- | ---- | - | - | - | - | - | - | - |
| 272  | 272  | - | - | - | - | - | - | - |

## Lieux et monuments

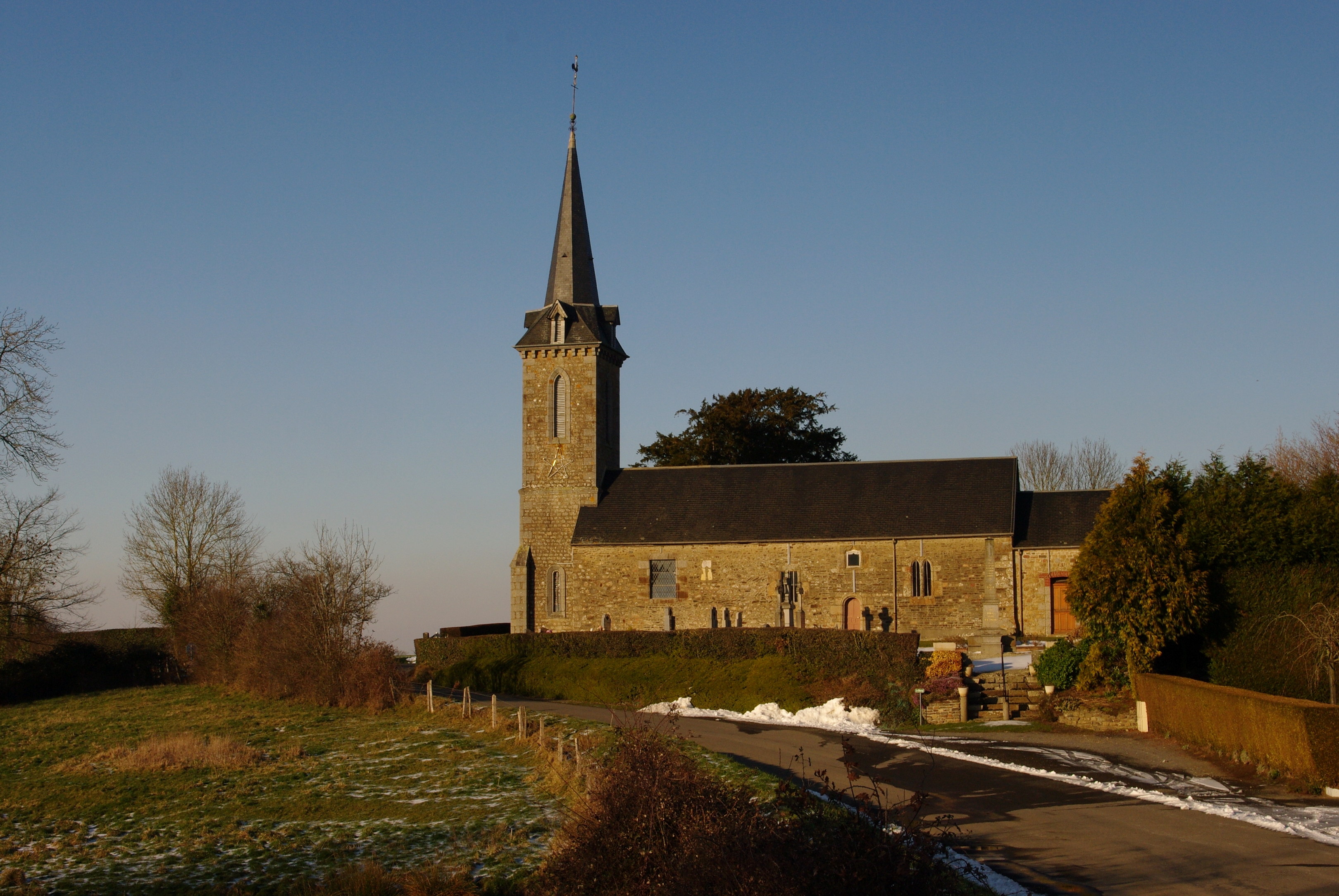
L'église Saint-Christophe vue du sud.

- Église Saint-Christophe du XIIIe siècle.